# No soy un robot
No soy un robot (en hangul, 로봇이 아니야; romanización revisada, Robosi aniya), es una serie de televisión surcoreana emitida por MBC desde el 6 de diciembre de 2017 hasta el 25 de enero de 2018, protagonizada por Yoo Seung-ho, Chae Soo-bin y Um Ki-joon. La serie fue una falla comercial que solo promedió 3,22 % de audiencia compartida y recibió las calificaciones de audiencia más bajas en su franja horaria a lo largo de su ejecución, pero fue un éxito en internet destacándose como uno de los dramas más vistos.

## Sinopsis
Kim Min-kyu (Yoo Seung-ho) vive una vida aislada debido a una alergia severa a otras personas. Él desarrolla erupciones extremas que se extienden rápidamente por todo su cuerpo una vez que hace cualquier tipo de contacto con la piel. Jo Ji-ah (Chae Soo-bin) es una mujer que está tratando de triunfar creando sus propios negocios. Sin embargo, después de un encuentro con Min-kyu, termina fingiendo ser un robot en lugar del supuesto robot Ag 3. El robot Ag 3 fue desarrollado por el exnovio de Ji-ah, el profesor Hong Baek-kyun (Um Ki-joon) y su equipo. El robot fue diseñado para ser probado por el genio Min-kyu, sin embargo, un accidente causó un mal funcionamiento de la batería del robot. Cuando Baek-kyun modeló al robot después de Ji-ah, el equipo termina recluyéndola para tomar el lugar de Ag 3.

## Reparto

### Personajes principales
- Yoo Seung-ho como Kim Min-kyu.
- Chae Soo-bin como Jo Ji-ah / Ag 3.
- Um Ki-joon como Hong Baek-kyun.

### Personajes secundarios

#### Equipo de Santa María
- Park Se-wan como "Pai" Angela Jin.[6]
- Song Jae-ryong como "Hoktal" Kang Dong-won.
- Go Geon-han como "Ssanip" Eddie Park.

#### KM Financial
- Kang Ki-young como Hwang Yoo-chul.
- Hwang Seung-eon como Ye Ri-el.
- Son Byong-ho como Hwang Do-won.
- Lee Byung-joon como Ye Sung-tae.
- Lee Hae-young como Mr. Yoon.

#### Gente alrededor de Min-kyu
- Um Hyo-sup como doctor Oh, el médico de Kim Min-kyu, a quien ha cuidado durante los últimos quince años e inicialmente el único que conoce su condición.
- Kim Ha-kyun como mayordomo Sung.
- Lee Ga-ryeong como la madre de Young Min-gyoo.

#### Gente alrededor de Ji-ah
- Seo Dong-won como Jo Jin-bae.
- Lee Min-ji como Sun-hye.
- Yoon So-mi como Hong-ju.
- Lee Han-seo como Jo Dong-hyun.

### Otros personajes
- Kim Ki-doo como Miami, un ladrón contratado.
- Choi Dong-gu como Alps.
- Yoon Kyung-ho como el jefe del equipo de seguridad.

### Apariciones especiales
- Ahn Se-ha como un médico militar (ep. 1).[7]
- Lee Si-eon como un hombre saltándose la línea (ep. 1).[7]
- Park Chul-min.
- Hong Yoon-hwa y Kim Min-ki como las parejas en baños públicos (episodio 10).

## Producción
- Dong Ha y Bang Min-ah primero se ofrecieron los papeles principales, pero al final declinaron.[8][9]
- La primera lectura del guion del elenco se llevó a cabo el 27 de septiembre de 2017 en la sede de MBC en Sangam-dong.[10]

## Banda sonora
OST Parte 1
| N.º | Título              | Artista                     | Duración |  |
| 1.  | «Something»         | Sung-hoon (Brown Eyed Soul) | 03:15    |  |
| 2.  | «Something» (Inst.) |                             | 03:15    |  |

OST Parte 2
| N.º | Título                  | Artista     | Duración |  |
| 1.  | «Know Me» (날 알아줄까) | Stella Jang | 03:35    |  |
| 2.  | «Know Me» (Inst.)       |             | 03:35    |  |

OST Parte 3
| N.º | Título                            | Artista     | Duración |  |
| 1.  | «Words Of Your Heart» (마음의 말) | Kim Yeon-ji | 05:05    |  |
| 2.  | «Words Of Your Heart» (Inst.)     |             | 05:05    |  |

OST Parte 4
| N.º | Título                                                        | Artista         | Duración |  |
| 1.  | «Loving A Thing With All One's Heart» (마음 다해 사랑하는 일) | Damsonegongbang | 03:46    |  |
| 2.  | «Loving A Thing With All One's Heart» (Inst.)                 |                 | 03:46    |  |

OST Parte 5
| N.º | Título                        | Artista | Duración |  |
| 1.  | «Here I Stand» (여기 서 있어) | Juniel  | 04:05    |  |
| 2.  | «Here I Stand» (Inst.)        |         | 04:05    |  |

OST Parte 6
| N.º | Título                    | Artist       | Duración |  |
| 1.  | «Slow Down» (천천히 할래) | Vincent Blue | 04:05    |  |
| 2.  | «Slow Down» (Inst.)       |              | 04:05    |  |

## Recepción

### Audiencia
En azul la audiencia más baja y en rojo la más alta, correspondientes a las empresas medidoras TNms y AGB Nielsen.
| Ep. #    | Fecha de estreno        | Índices de audiencia | Índices de audiencia | Índices de audiencia | Índices de audiencia |
| Ep. #    | Fecha de estreno        | TNmS                 | TNmS                 | AGB Nielsen          | AGB Nielsen          |
| Ep. #    | Fecha de estreno        | Nacional             | Seúl                 | Nacional             | Seúl                 |
| -------- | ----------------------- | -------------------- | -------------------- | -------------------- | -------------------- |
| 1        | 6 de diciembre de 2017  | 4.0 % (NR)           | 4.4 % (NR)           | 4.1 % (NR)           | 4.5 % (NR)           |
| 2        | 6 de diciembre de 2017  | 4.3 % (NR)           | 5.1 % (NR)           | 4.5 % (NR)           | 5.3 % (NR)           |
| 3        | 7 de diciembre de 2017  | 3.3 % (NR)           | 3.9 % (NR)           | 3.0 % (NR)           | 3.6 % (NR)           |
| 4        | 7 de diciembre de 2017  | 3.4 % (NR)           | 4.0 % (NR)           | 3.1 % (NR)           | 3.7 % (NR)           |
| 5        | 13 de diciembre de 2017 | 3.0 % (NR)           | 3.4 % (NR)           | 2.8 % (NR)           | 3.2 % (NR)           |
| 6        | 13 de diciembre de 2017 | 3.4 % (NR)           | 3.7 % (NR)           | 3.1 % (NR)           | 3.4 % (NR)           |
| 7        | 14 de diciembre de 2017 | 4.3 % (NR)           | 5.1 % (NR)           | 2.9 % (NR)           | 3.7 % (NR)           |
| 8        | 14 de diciembre de 2017 | 4.8 % (NR)           | 5.5 % (NR)           | 3.4 % (NR)           | 4.0 % (NR)           |
| 9        | 20 de diciembre de 2017 | 3.4 % (NR)           | 4.1 % (NR)           | 2.6 % (NR)           | 3.3 % (NR)           |
| 10       | 20 de diciembre de 2017 | 3.9 % (NR)           | 4.5 % (NR)           | 3.3 % (NR)           | 3.8 % (NR)           |
| 11       | 21 de diciembre de 2017 | 2.7 % (NR)           | 3.1 % (NR)           | 2.6 % (NR)           | 3.0 % (NR)           |
| 12       | 21 de diciembre de 2017 | 3.3 % (NR)           | 4.2 % (NR)           | 3.2 % (NR)           | 4.1 % (NR)           |
| 13       | 27 de diciembre de 2017 | 3.1 % (NR)           | 3.2 % (NR)           | 2.4 % (NR)           | 2.5 % (NR)           |
| 14       | 27 de diciembre de 2017 | 3.7 % (NR)           | 3.9 % (NR)           | 2.7 % (NR)           | 2.8 % (NR)           |
| 15       | 28 de diciembre de 2017 | 3.1 % (NR)           | 3.7 % (NR)           | 2.8 % (NR)           | 3.4 % (NR)           |
| 16       | 28 de diciembre de 2017 | 3.3 % (NR)           | 3.8 % (NR)           | 3.1 % (NR)           | 3.6 % (NR)           |
| 17       | 3 de enero de 2018      | 3.3 % (NR)           | 3.4 % (NR)           | 3.3 % (NR)           | 3.5 % (NR)           |
| 18       | 3 de enero de 2018      | 3.9 % (NR)           | 4.2 % (NR)           | 3.6 % (NR)           | 3.9 % (NR)           |
| 19       | 4 de enero de 2018      | 3.3 % (NR)           | 3.9 % (NR)           | 2.5 % (NR)           | 3.3 % (NR)           |
| 20       | 4 de enero de 2018      | 3.8 % (NR)           | 4.0 % (NR)           | 3.5 % (NR)           | 3.7 % (NR)           |
| 21       | 10 de enero de 2018     | 3.9 % (NR)           | 4.5 % (NR)           | 3.0 % (NR)           | 3.6 % (NR)           |
| 22       | 10 de enero de 2018     | 4.5 % (NR)           | 4.8 % (NR)           | 4.0 % (NR)           | 4.3 % (NR)           |
| 23       | 11 de enero de 2018     | 3.3 % (NR)           | 3.8 % (NR)           | 2.9 % (NR)           | 3.4 % (NR)           |
| 24       | 11 de enero de 2018     | 3.8 % (NR)           | 4.0 % (NR)           | 3.9 % (NR)           | 4.1 % (NR)           |
| 25       | 17 de enero de 2018     | 3.9 % (NR)           | 4.4 % (NR)           | 3.0 % (NR)           | 3.5 % (NR)           |
| 26       | 17 de enero de 2018     | 4.4 % (NR)           | 4.8 % (NR)           | 3.6 % (NR)           | 4.0 % (NR)           |
| 27       | 18 de enero de 2018     | 3.2 % (NR)           | 4.1 % (NR)           | 2.5 % (NR)           | 3.4 % (NR)           |
| 28       | 18 de enero de 2018     | 3.6 % (NR)           | 4.3 % (NR)           | 3.2 % (NR)           | 3.9 % (NR)           |
| 29       | 24 de enero de 2018     | 3.2 % (NR)           | 3.5 % (NR)           | 3.9 % (NR)           | 4.2 % (NR)           |
| 30       | 24 de enero de 2018     | 3.7 % (NR)           | 3.9 % (NR)           | 4.3 % (NR)           | 4.5 % (NR)           |
| 31       | 25 de enero de 2018     | 3.3 % (NR)           | 3.6 % (NR)           | 3.1 % (NR)           | 3.4 % (NR)           |
| 32       | 25 de enero de 2018     | 3.9 % (NR)           | 4.1 % (NR)           | 3.4 % (NR)           | 3.6 % (NR)           |
| Promedio | Promedio                | 3.63 %               | 3.86 %               | 3.22 %               | 3.69 %               |

## Emisiones internacionales
- Ecuador: Teleamazonas (2018).
- Estados Unidos y Latinoamérica: Pasiones (2018) y HBO Max (2023).
- Filipinas: ABS-CBN (2018).
- Perú: Willax Televisión (2018, 2021).
- Singapur: Oh!K (2018).
- Taiwán: Star Entertainment Channel y Star Chinese Channel (2018).
- Costa Rica: Canal 13 (2020)
- México: Vix (2022) y Azteca 7 (2025)

## Adaptaciones
| Año  | País  | Cadena | Nombre                                               |
| ---- | ----- | ------ | ---------------------------------------------------- |
| 2022 | China | Youku  | 你好呀，我的橘子恋人 (A Robot in the Orange Orchard) |